# Qandilbergen
Qandilbergen (kurdiska: Zincîre Chîay Qendîl, زنجيرە چياى قەنديل, Shaxî Qendîl, شاخى قەنديل) ligger i Irakiska Kurdistan, nära gränsen till Iran, och är en del av den större bergskedjan Zagros.
Befolkningen är huvudsakligen kurder och det svårtillgängliga området innanför den irakiska gränsen fungerar som bas för PKK (Kurdistans arbetarparti) som sedan 1984 utkämpar ett inbördeskrig i Turkiet mot den turkiska armén. Som en del av detta krig har området periodvis utsatts för turkiska flygbombningar som även har drabbat civilbefolkningen.